# La Tuna, Mazatlán
La Tuna är en ort i Mexiko.   Den ligger i kommunen Mazatlán och delstaten Sinaloa, i den centrala delen av landet, 800 km nordväst om huvudstaden Mexico City. La Tuna ligger 28 meter över havet och antalet invånare är 280.
Terrängen runt La Tuna är platt. Runt La Tuna är det ganska tätbefolkat, med 139 invånare per kvadratkilometer. Närmaste större samhälle är Mazatlán, 15,3 km väster om La Tuna. Omgivningarna runt La Tuna är en mosaik av jordbruksmark och naturlig växtlighet.